# Harrierburg
Die Harrierburg ist eine abgegangene, kurzzeitig bestandene Burg des Oldenburger Grafen Gerd des Mutigen im Ortsteil Harrien der Gemeinde Brake im niedersächsischen Landkreis Wesermarsch.
Die Harrierburg war ein um 1470 vom Grafen Gerd von Oldenburg an der Harrierbrake erbautes „slot und bolwerk“ als Stützpunkt zum Kapern von Schiffen der Bremer Kaufleute. Nicht nur die Stadt Bremen war über diese Burg zutiefst beunruhigt, sondern auch die Einwohner Stadlands und Butjadingens. Diese befürchteten, dass diese unmittelbar an der Grenze zu ihren freien Landesgemeinden befindliche Befestigung als Stützpunkt zur Übernahme der dortigen Landesherrschaft dienen sollte. 1474 fand sich deshalb eine große Koalition aus diesen Parteien zu ihrer Zerstörung zusammen und am 31. Mai 1474 wurde die Burg von den Bremern mit Unterstützung der Bauern aus Stadland und Butjadingen erobert. Graf Gerd von Oldenburg hatte vorher den obligatorischen Fehdebrief von den Bremern erhalten. Gänzlich abgebrochen wurde die Harrierburg schließlich aufgrund des Quakenbrücker Friedens von 1476.
Die Lage der Burg ist nur noch ungefähr bekannt. Auch über ihre ehemalige Gestalt können keine Aussagen getroffen werden.